# Max devrait porter des bretelles
Max devrait porter des bretelles és una pel·lícula muda francesa dirigida per Max Linder i René Leprince i produïda per Pathé, estrenada el 1917. Fou exhibida al festival Il Cinema Ritrovato el 1990.

## Repartiment
- Max Linder : Max
- Genevieve Chrysias